# Gesetz zur Regelung der Rechtsverhältnisse der unter Artikel 131 des Grundgesetzes fallenden Personen
Das Gesetz zur Regelung der Rechtsverhältnisse der unter Artikel 131 des Grundgesetzes fallenden Personen war ein Bundesgesetz zur Ausführung des Regelungsauftrags in Art. 131 GG aus dem Jahr 1951. Es regelte die Rechtsverhältnisse von Beamten in der 1949 gegründeten 
Bundesrepublik Deutschland, die vor dem 8. Mai 1945 in das Beamtenverhältnis berufen worden und danach ausgeschieden waren, ohne seitdem wiederverwendet oder versorgt worden zu sein.
Der durch das Gesetz begünstigte Personenkreis wurde umgangssprachlich 131er genannt. Zu den „verdrängten Angehörigen des öffentlichen Dienstes und aufgelöster Dienststellen“ gehörten gem. § 1 bis 4 des Gesetzes u. a. Beamte, Hochschullehrer und Richter aus den Vertreibungsgebieten, Beamte in nicht mehr existierenden Verwaltungen und Berufssoldaten sowie alle Personen, die wegen ihrer Betätigung im Deutschen Reich 1933 bis 1945 nach dem Gesetz zur Befreiung von Nationalsozialismus und Militarismus zunächst nicht oder nicht ihrer früheren Stellung entsprechend verwendet wurden und keine entsprechende Versorgung mehr erhielten.
Dazu gehörten auch Angestellte und Arbeiter sowie ihre Hinterbliebenen.
Bund, Länder und Gemeinden sowie Bundesbahn und Bundespost wurden verpflichtet, mindestens 20 % ihrer Planstellen mit 131ern zu besetzen.

## Verfassungsrechtliche Regelung
Art. 131 GG lautet:

## Rechtshistorischer Hintergrund
Im Parlamentarischen Rat und im Bundestag konnte zunächst keine Klarheit über das Fortbestehen der im Nationalsozialismus begründeten Beamtenverhältnisse erzielt werden. Entsprechend der ideologischen Neubegründung des „politischen“ Beamtenverhältnisses im Deutschen Beamtengesetz von 1937 hatte die nationalsozialistische Rechtslehre die Bindung des Beamten an die Partei und demzufolge den bestimmenden Einfluss der NSDAP im Beamtenrecht besonders hervorgehoben. Nach der Kapitulation von NS-Deutschland und dem Verbot der NSDAP, die nach Abschnitt XI Nr. 38 der Kontrollratsproklamation Nr. 2 vom 20. September 1945 sowie im Kontrollratsgesetz Nr. 2 vom 10. Oktober 1945 für endgültig aufgelöst und als illegal erklärt worden war, war den Beamtenverhältnissen des nationalsozialistischen Staates die rechtliche Grundlage entzogen.
Das Kontrollratsgesetz Nr. 34 vom 20. August 1946, das aufgrund der Kontrollratsproklamation Nr. 2 erlassen worden war, hatte alle deutschen Streitkräfte zu Lande, zur See und in der Luft, mit allen ihren Gliederungen, Stäben und Einrichtungen aufgelöst und für ungesetzlich erklärt. Sämtliche gesetzlichen Bestimmungen zur rechtlichen und wirtschaftlichen Stellung von Angehörigen oder ehemaligen Angehörigen der Wehrmacht wurden aufgehoben.
Die Regelung der Ansprüche von etwa 430.000 bis 450.000 Personen, die nach einer ersten Zählung im Januar 1950 unter den Art. 131 GG fielen, darunter als die größte Gruppe die ehemaligen Berufssoldaten, gefolgt von den Berufsbeamten aus den früheren deutschen Ostgebieten, der DDR und anderen Staaten sowie nach der Entnazifizierung entlassenen Beamten aus den Westzonen, war die vordringliche beamtenrechtliche Streitfrage der 1950er Jahre. Wer keine Ansprüche nach dem Bundesversorgungsgesetz geltend machen konnte, hatte keine materielle Lebensgrundlage. Die Länder erbrachten zwar freiwillige Leistungen, waren wegen der ungleichen Finanzkraft und der ungleichen Verteilung der Flüchtlinge aber zu einer sachgerechten Lösung kaum in der Lage.
Die zum Deutschen Reich bestehenden unmittelbaren und mittelbaren Beamtenverhältnisse waren nach Ansicht des Bundesverfassungsgerichts von 1953 am 8. Mai 1945 erloschen. Die im nationalsozialistischen Staat begründeten oder umgestalteten Beamtenverhältnisse waren ihrem Wesen nach nicht geeignet, die nationalsozialistische Staatsform zu überdauern. Im Gegensatz dazu stand die Auffassung des Bundesgerichtshofs, namentlich seines Präsidenten Hermann Weinkauff, wonach der Wechsel der Staatsform das gegenüber dem Staat bestehende Beamtenverhältnis nicht berühren könne und von einem Fortbestand der Beamtenverhältnisse über den 8. Mai 1945 hinaus auszugehen sei.
Art. 131 GG verlangte eine bundesgesetzliche Regelung zugunsten derjenigen Beamten, die seit dem 8. Mai 1945 „aus anderen als beamten- oder tarifrechtlichen Gründen“ ausgeschieden und bisher nicht oder nicht ihrer früheren Stellung entsprechend verwendet wurden oder keine entsprechende Versorgung mehr erhielten.
Das betraf vornehmlich die Vertriebenen und die Angehörigen aufgelöster Dienststellen. Aber auch bei weiterbestehenden Behörden in den westlichen Besatzungszonen sind viele Angehörige des öffentlichen Dienstes, die auf Grund von Anordnungen der Militärregierungen zum Zwecke der politischen Überprüfung von ihrem Amt oder Arbeitsplatz entfernt wurden, nicht wieder im öffentlichen Dienst verwendet worden. Nicht erfasst wurden dagegen die Amtsträger der NSDAP, ihrer Gliederungen und angeschlossenen Verbände, schon deshalb nicht, weil sie selbst nach der nationalsozialistischen Gesetzgebung nicht als Beamte im staatsrechtlichen Sinne gewertet wurden, die NSDAP auch keine Körperschaft des öffentlichen Rechts im überkommenen Sinne war, sie nicht der Staatsaufsicht unterstand und ihre Amtsträger keine „öffentlichen Bediensteten“ waren. Nicht erfasst wurden schließlich auch die Personen, die nach dem Gesetz zur Wiederherstellung des Berufsbeamtentums vor dem 8. Mai 1945 ihre Beamtenstellung verloren hatten.
Sinn des Art. 131 GG war es, sich durch einheitlich geltendes Bundesrecht des großen Kreises der Beamten anzunehmen, die durch den Zusammenbruch ihrer Rechte verlustig gegangen oder die erst während der nationalsozialistischen Zeit Beamte geworden waren und daher niemals in einem rechtsstaatlichen Beamtenverhältnis gestanden hatten.
In Ausführung dieser Bestimmung verabschiedete der Deutsche Bundestag 1951 das Gesetz zur Regelung der Rechtsverhältnisse der unter Artikel 131 des Grundgesetzes fallenden Personen. Der Gesetzgeber gewährte darin den ehemaligen Beamten ungeachtet ihres persönlichen Verhaltens, soweit es nicht durch besonders intensive Beteiligung an nationalsozialistischen Unrechtshandlungen belastet war, weitgehend neue Rechtsansprüche gegen den demokratischen Staat. Reinhard Heydrichs Witwe Lina Heydrich erhielt wegen der Tätigkeit ihres Mannes als Chef der Gestapo und seiner führenden Beteiligung an der Endlösung der Judenfrage zwar keine beamtenrechtliche Versorgung nach dem G 131, aber eine Rente nach dem Bundesversorgungsgesetz. Diese belief sich im Jahr 1976 auf DM 700 (netto).
Von 1948 bis 1977 existierte der Bund der verdrängten Beamten im Deutschen Beamtenbund (Verbaost).

## Gesetzliche Regelung
Der Deutsche Bundestag beschloss das Gesetz zur Regelung der Rechtsverhältnisse der unter Artikel 131 des Grundgesetzes fallenden Personen am 10. April 1951 mit Zustimmung aller Parteien des Bundestages einschließlich KPD und DRP ohne Gegenstimmen bei nur zwei Enthaltungen.
Das so genannte 131er-Gesetz besagte, dass alle öffentlich Bediensteten, die beim Entnazifizierungsverfahren nicht als Hauptschuldige (Kriegsverbrecher) oder Belastete (Aktivisten, Militaristen und Nutznießer) eingestuft worden waren, wieder eingestellt werden durften. Nach § 10 durfte jeder Beamte, der zu dem Personenkreis des Art. 131 GG zählte und dienstfähig war, die ihm zustehende Amtsbezeichnung mit dem Zusatz zur Wiederverwendung (z. Wv. oder auch z. W.) weiterführen. Berufssoldaten durften den ihnen zustehenden Dienstgrad mit dem Zusatz außer Dienst (a. D.) führen. Offiziere, die in der Bundeswehr wiederverwendet werden sollten, wurden durch einen Personalgutachterausschuss auf ihre charakterliche und persönliche Eignung hin überprüft.
Das Gesetz definierte den anspruchsberechtigten und nicht anspruchsberechtigten Personenkreis und regelte die Wiedereingliederung der „verdrängten Angehörigen des öffentlichen Dienstes und Angehörigen aufgelöster Dienststellen“ in andere Bereiche der öffentlichen Verwaltung sowie deren Ruhestandsbezüge. Sämtliche Verwaltungen waren verpflichtet, mindestens zwanzig Prozent der Planstellen aus diesem Personenkreis zu besetzen. Angehörige bzw. Hinterbliebene von Angehörigen der Geheimen Staatspolizei (Gestapo) waren nach § 3 Nr. 4 explizit vom Begünstigtenkreis ausgeschlossen. § 67 des 131er-Gesetzes sah allerdings vor, dass für Beamte, die von Amts wegen aus einer anderen Dienststelle zur Gestapo, der Waffen-SS oder dem Abhördienst versetzt worden waren, zu fingieren sei, in ihrer ursprünglichen „sauberen“ Behörde geblieben zu sein, was den Ausschluss nach § 3 Nr. 4 teilweise konterkarierte. Im September 1957 wurde der Kreis der ausgeschlossenen Personen erweitert um solche, „die durch ihr Verhalten während der Herrschaft des Nationalsozialismus gegen die Grundsätze der Menschlichkeit oder Rechtsstaatlichkeit verstoßen haben“ (§ 3 Satz 1 Nr. 3a) und im September 1965 um deren Angehörige (§ 3 Satz 1 Nr. 3b).
Nach § 72 G 131 galten Personen ohne Anwartschaft auf Altersversorgung für die vor dem 8. Mai 1945 liegende Zeit als in der gesetzlichen Rentenversicherung nachversichert. Der Bund zahlte jedoch nicht tatsächlich Beiträge nach, sondern erstattete den Rentenversicherungsträgern im Versicherungsfall die auf diese Zeit entfallenden Leistungen (fiktive Nachversicherung).
In den Jahren 1951 bis 1954 erließen die Länder entsprechende Entnazifizierungsschlussgesetze.
Gemäß Art. 6 des Einigungsvertrags vom 31. August 1990 wurde nach der Wiedervereinigung Art. 131 GG im Beitrittsgebiet nicht in Kraft gesetzt. Nach Art. 8 in Verbindung mit der Anlage I zum Einigungsvertrag gilt dies auch für das G 131. Das Gesetz wurde zum 1. Oktober 1994 aufgehoben.